# Rolf Peter Sieferle
Rolf Peter Sieferle (Stuttgart, 1949– Heidelberg, 2016) fue un historiador alemán conocido por aplicar la metodología de las ciencias sociales a temas contemporáneos como  la sostenibilidad ecológica y el capital social. Becario de pionero de historia ambiental alemana, su trabajo abarcó campos como el conservadurismo alemán alrededor del periodo de la Gran Guerra, Karl Marx y la caída de comunismo. Fue asesor sobre el cambio climático del gobierno de Angela Merkel.
Sieferle alcanzó la mayoría de edad con la generación de 1968, entonces como joven socialista. En los años 90 comenzó a ser cada vez más crítico con lo que denominó el idealismo ingenuo. Durante la crisis emigrante europea de 2015, Sieferle escribió: «Una sociedad que ya no puede distinguir entre él y las fuerzas que la disolverán está viviendo moralmente allende de su razón de ser». Eso hizo que el Frankfurter Allgemeine Zeitung lo describiera como tan «amargado, sin humor, nunca más aislado». 
Su libro Finis Germania se convirtió en un superventas después de su muerte a pesar de haber sido denunciado como extremista y antisemita por el establishment literario.
Sieferle se suicidó el 17 de septiembre de 2016.

## Publicaciones

### Monografías
- Die Revolution in der Theorie von Karl Marx (= Ullstein-Bücher, Nr. 3584 / Sozialgeschichtliche Bibliothek). Ullstein, Frankfurt am Main [u. a.] 1979, ISBN 3-548-03584-1 (zugl. Diss. Univ. Konstanz, 1977).

- Der unterirdische Wald. Energiekrise und industrielle Revolution. [Eine Publikation der Vereinigung Deutscher Wissenschaftler (VDW)] (= Die Sozialverträglichkeit von Energiesystemen v. 2 / Beck’sche schwarze Reihe v. 266). Beck, München 1982, ISBN 3-406-08466-4.

- tradujo al inglés Michael P. Osman. The subterranean forest: energy systems and the industrial revolution. White Horse Press, Knapwell, Cambridge 2001, ISBN 1-874267-47-2.

- Fortschrittsfeinde? Opposition gegen Technik und Industrie von der Romantik bis zur Gegenwart (= Die Sozialverträglichkeit von Energiesystemen v. 5) Beck, Múnich 1984, ISBN 3-406-30331-5.

- Wege aus der Krise? Alte und neue Muster der Technikkritik. VCI, Frankfurt am Main 1987.

- Die Krise der menschlichen Natur. Zur Geschichte eines Konzepts (= Edition Suhrkamp 1567 = N.F. v. 567) Suhrkamp, Frankfurt am Main 1989, ISBN 3-518-11567-7.

- Bevölkerungswachstum und Naturhaushalt. Studien zur Naturtheorie der klassischen Ökonomie. Suhrkamp, Frankfurt am Main 1990, ISBN 3-518-58070-1.

- Epochenwechsel. Die Deutschen an der Schwelle zum 21. Jahrhundert. Propyläen, Berlín 1994, ISBN 3-549-05156-5.

- Die Konservative Revolution. Fünf biographische Skizzen (= Fischer 12817: Geschichte). Fischer-Taschenbuch-Verlag, Frankfurt am Main 1995, ISBN 3-596-12817-X.

- Rückblick auf die Natur: Eine Geschichte des Menschen und seiner Umwelt. Luchterhand, Múnich 1997, ISBN 3-630-87993-4.

- Der Europäische Sonderweg. Ursachen und Faktoren (= Der europäische Sonderweg v. 1) Breuninger-Stiftung, Stuttgart 2000 (2ª ed. 2003)

- edición inglesa: Europe's special course: outline of a research program (= Der europäische Sonderweg v. 1) Breuninger Stiftung, Stuttgart 2001.

- Die antiken Stätten von morgen: Ruinen des Industriezeitalters. Con fotos de Manfred Hamm. Nicolai, Berlín 2003, ISBN 978-3-87584-407-8.

- con Fridolin Krausmann, Heinz Schandl, Verena Winiwarter: Das Ende der Fläche. Zum gesellschaftlichen Stoffwechsel der Industrialisierung (= Umwelthistorische Forschungen v. 2) Böhlau, Colonia [u. a.] 2006, ISBN 3-412-31805-1.

- Karl Marx zur Einführung (= Zur Einführung 338). Junius, Hamburgo 2007, ISBN 978-3-88506-638-5.

- Transportgeschichte (= Der Europäische Sonderweg v. 1) Lit Verlag, Berlín [u. a.] 2008, ISBN 978-3-8258-0697-2.

- Das Migrationsproblem: Über die Unvereinbarkeit von Sozialstaat und Masseneinwanderung. Vorwort von Raimund Th. Kolb (= Die Werkreihe von Tumult #01). 2ª ed. Manuscriptum, Waltrop [u. a.] 2017, ISBN 978-3-944872-41-4.

- Finis Germania (= Kaplaken v. 50) ed. Antaios, Schnellroda 2017, ISBN 978-3-944422-50-3.

- Fortschritte der Naturzerstörung (= Edition Suhrkamp 1489 = N.F. v. 489) Suhrkamp, Frankfurt am Main 1988, ISBN 3-518-11489-1.

- con Günter Figal. Selbstverständnisse der Moderne: Formationen der Philosophie, Politik, Theologie und Ökonomie (= Bibliothek Metzler v. 1) Metzler, Stuttgart 1991, ISBN 3-476-00734-0.

- Natur. Ein Lesebuch (= Beck’sche Reihe 430). Beck, Múnich 1991, ISBN 3-406-34022-9.

- con Helga Breuninger: Markt und Macht in der Geschichte. DVA, Stuttgart 1995, ISBN 3-421-05014-7.

- con Helga Breuninger: Kulturen der Gewalt. Ritualisierung und Symbolisierung von Gewalt in der Geschichte. Campus-Verlag, Frankfurt am Main [u. a.] 1998, ISBN 3-593-35952-9.

- con Helga Breuninger. Natur-Bilder. Wahrnehmungen von Natur und Umwelt in der Geschichte. Campus-Verlag, Frankfurt am Main [u. a.] 1999, ISBN 3-593-36327-5.

- con Marina Fischer-Kowalski, Eugene A. Rosa, Barbara Smetschka. Nature, Society and History. Long Term Dynamics of Social Metabolism (= Innovation: The European Journal of Social Sciences. Special Issue 2). ICCR, Viena 2001.

- con Helga Breuninger: Agriculture, population and economic development in China and Europe (= Europe ́s Special Course v. 10). Breuninger Stiftung, Stuttgart 2003.

- Familiengeschichte: Die europäische, chinesische und islamische Familie im historischen Vergleich (= Der Europäische Sonderweg v. 2) Lit Verlag, Viena [u. a.] 2008, ISBN 978-3-8258-1503-5.